# Kanalen (Tønsberg)
Kanalen i Tønsberg, også kendt som Stenskanalen er et lille, smalt Stræde som skiller fastlandet i Tønsberg med øen Nøtterøy i Vestfold og Telemark fylke i Norge. Over Kanalen går det to klapbroer (en vejbro og en gangbro): Kanalbroen og Kaldnes bro.
- Kanalbroen over Stenskanalen.
- Kaldnes bro  over Stenskanalen.